# Misora per sempre
Misora per sempre (いつも美空?, Itsumo Misora) è un manga di Mitsuru Adachi pubblicato in cinque volumetti dall'editore giapponese Shogakukan. L'edizione italiana del fumetto è a cura di Star Comics.

## Trama
I protagonisti sono sei studenti di una scuola superiore. Durante una visita ad un tempio, il dio lì venerato dà loro degli strani poteri paranormali. Da quel momento il loro scopo sarà scoprire come utilizzare al meglio questi poteri e questo porterà i sei ragazzi a dividersi in due fazioni in lotta tra loro. Ma una grave minaccia incombe sul mondo e i sei ragazzi dovranno unire le loro forze per contrastare il terribile destino che sembra incombere sulla Terra.